# Tallbergstjärnen (Lycksele socken, Lappland, 720032-161790)
Tallbergstjärnen är en sjö i Lycksele kommun i Lappland och ingår i Umeälvens huvudavrinningsområde. Sjön har en area på 0,142 kvadratkilometer och ligger 302,1 meter över havet.

## Delavrinningsområde
Tallbergstjärnen ingår i det delavrinningsområde (719854-161933) som SMHI kallar för Utloppet av Yttre Tväråträsket. Medelhöjden är 315 meter över havet och ytan är 9,73 kvadratkilometer. Räknas de 2 avrinningsområdena uppströms in blir den ackumulerade arean 32,16 kvadratkilometer. Ruskträskbäcken som avvattnar avrinningsområdet har biflödesordning 3, vilket innebär att vattnet flödar genom totalt 3 vattendrag innan det når havet efter 215 kilometer. Avrinningsområdet består mestadels av skog (74 procent) och sankmarker (10 procent). Avrinningsområdet har 1,29 kvadratkilometer vattenytor vilket ger det en sjöprocent på 13,2 procent.